# 長野市立東北中学校
長野市立東北中学校（ながのしりつ とうほくちゅうがっこう）は、長野県長野市大字大町にある公立中学校。

## 沿革
- 1958年（昭和33年）4月 - 長沼、古里、柳原地区を通学区として創立・開校。
- 2007年（平成19年）9月 - 創立50周年記念式典・記念講演・祝賀会が行われる。

## 部活動
- バレー部（男・女）
- バスケット部（男・女）
- サッカー部
- 女子ソフトテニス部
- 野球部
- 陸上部
- 卓球部
- 剣道部
- 吹奏楽部
- 美術部
- パソコン部
- 器楽合奏部
- 水泳部

## 校歌
- 作詞: 傳田青磁
- 作曲: 中田喜直